# Генетички дрифт
Генетички дрифт (алелски дрифт или Сивол Рајтов ефекат) је промена у учесталости постојеће варијанте гена (алела) у популацији услед случајног узорковања организама. Алели у потомству су узорак оних код родитеља, а случај има улогу у одређивању да ли јединка преживи и репродукује се. Фреквенција алела популације је део копија једног гена који деле одређени облик.
Ако се од једне велике популације издвоји мања група јединки и оформи нову популацију, она не мора бити иста већ се чак може веома разликовати од матичне популације. У тако малобројној популацији су ефекти генетичког дрифта најизраженији. Илустративан пример за хумане популације је учесталост крвних група код Индијанаца у Северној Америци. Већина тих Индијанаца има крвну групу О, али једна изолована група услед генетичког дрифта има најучесталију крвну групу А. Ова учесталост је већа не само у поређењу са осталим северноамеричким Индијанцима него је већа и од учесталости у било којој хуманој популацији.
Генетски дрифт може довести до потпуног нестанка варијанти гена и на тај начин смањити генетске варијације. Он такође може проузроковати да у почетку ретки алели постану много чешћи, па чак и фиксирани.
Када постоји неколико копија алела, ефекат генетског померања је већи, а када постоји много копија, ефекат је мањи. Средином 20. века водиле су се жестоке дебате о релативном значају природне селекције у односу на неутралне процесе, укључујући генетски дрифт. Роналд Фишер, који је објаснио природну селекцију користећи Менделову генетику, сматрао је да генетски дрифт игра у најмању руку мању улогу у еволуцији, и то је остало доминантно гледиште неколико деценија. Године 1968, популациони генетичар Мото Кимура поново је покренуо дебату својом неутралном теоријом молекуларне еволуције, која тврди да је већина случајева у којима се генетска промена шири кроз популацију (иако не нужно промене у фенотиповима) узрокована генетским дрифтом који делује на неутралне мутације. Деведесетих година прошлог века предложена је конструктивна неутрална еволуција која настоји да објасни како комплексни системи настају кроз неутралне транзиције.

## Аналогија са кликерима у тегли
Процес генетског померања може се илустровати коришћењем 20 кликера у тегли да би се представило 20 организама у популацији. Размотрите ову теглу с кликерима као почетну популацију. Половина кликера у тегли је црвена, а половина плава, при чему свака боја одговара различитом алелу једног гена у популацији. У свакој новој генерацији, организми се насумично размножавају. Да бисте представили ову репродукцију, насумично изаберите кликер из оригиналне тегле и ставите нови кликер исте боје у нову теглу. Ово је „потомак” оригиналног кликера, што значи да оригинални кликер остаје у својој тегли. Овај процес се понавља све док се у другој тегли не нађе 20 нових кликера. Друга тегла ће сада садржати 20 „потомака” или кликера разних боја. Осим ако друга тегла не садржи тачно 10 црвених кликера и 10 плавих кликера, дошло је до насумичне промене у фреквенцијама алела.
Ако се овај процес понови неколико пута, број црвених и плавих кликера који су изабрани за сваку генерацију варира. Понекад тегла има више црвених кликера од „родитељске” тегле, а понекад више плавих. Ова флуктуација је аналогна генетском дрифту – промена у фреквенцији алела популације која је резултат насумичне варијације у дистрибуцији алела из једне генерације у другу.
У било којој генерацији, може доћи до тога се не може изабрати кликер одређене боје, што значи да немају потомство. У овом примеру, ако није изабран ниједан црвени кликер, тегла која представља нову генерацију садржи само плаво потомство. Ако се то догоди, црвени алел је трајно изгубљен у популацији, док је преостали плави алел постао фиксиран; све будуће генерације су потпуно плаве. У малим популацијама, фиксација се може десити за само неколико генерација.